# Jilava
Jilava is een gemeente in het Roemeense district Ilfov en ligt in de regio Muntenië in het zuidoosten van Roemenië. De gemeente telt 8718 inwoners (2005).

## Geografie
De oppervlakte van Jilava bedraagt 26 km², de bevolkingsdichtheid is 335 inwoners per km².
De gemeente bestaat uit de volgende dorpen: Jilava.

## Politiek
De burgemeester van Jilava is Ion Gheorghe (PSD).